# Laetitia Withall

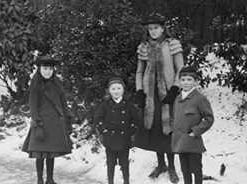
Laetitia Withall (links) mit ihren Geschwistern Osborn, Adelaide and Richard (von links nach rechts), ca. 1891

Laetitia Withall (* 30. August 1881 in Adelaide, South Australia; † 11. März 1963 in Broadstairs, Kent) war eine in Australien geborene britische Dichterin, Autorin und Suffragette, die im Vereinigten Königreich unter dem Namen Leslie Hall in der Women’s Social and Political Union (WSPU) tätig war.

## Leben
Withall wurde in Australien als eines von sechs Kindern der in Großbritannien geborenen Eltern Louisa Margaret, geborene Reed (1858–1951), und des Architekten Latham Augustus Withall (1853–1925) geboren. Als sie sieben Jahre alt war, zog die Familie in das Vereinigte Königreich. Withall kehrte nicht nach Australien zurück.
Zum ersten Mal wurde sie am 18. September 1909 in Birmingham als „Leslie Hall“ verhaftet, ein Name, den sie angenommen hatte, um ihre Eltern nicht in Verlegenheit zu bringen. Am 21. Dezember 1909 näherten sie und Selina Martin sich in Liverpool Premierminister H. H. Asquith, als dieser aus seinem Auto stieg, und sprachen ihn auf die Rechte der Frauen an. Er antwortete den Damen nicht, woraufhin Martin eine leere Ingwerbierflasche in das leere Auto warf. Beide Frauen wurden sofort verhaftet und anschließend für sechs Tage in Untersuchungshaft genommen. Eine Kaution wurde abgelehnt, obwohl Martin versprach, sowohl sie als auch Withall würden sich bis zu ihrem Prozess von militanten Aktionen fernhalten. Die Frauen wurden in das Walton Gaol gebracht und dort wie verurteilte Kriminelle behandelt, die im Gefängnis mit erheblicher Gewalt behandelt wurden.
Am Montag, dem 27. Dezember 1909, wurden die beiden Frauen vor Gericht gestellt, und Withall zu einem Monat Haft mit Zwangsarbeit und Martin zu zwei Monaten verurteilt. Nach ihrer Rückkehr ins Gefängnis weigerten sich beide Frauen, die Gefängniskleidung zu tragen, und begannen erneut einen Hungerstreik. Beide wurden daraufhin in Zwangsjacken gesteckt und in einer Strafzelle untergebracht. Die Zwangsernährung wurde fortgesetzt, und beide wurden immer schwächer, bis sie am 3. Februar 1910 entlassen wurden. In der Zwischenzeit waren die Fakten über ihre Behandlung während der Untersuchungshaft weit verbreitet worden, da sie ihren Mitstreiterinnen während des Prozesses Erklärungen diktiert hatten. Innenminister Herbert Gladstone bestritt in einem Schreiben an die Times den Wahrheitsgehalt der Aussagen und erklärte, der Grund für die Verweigerung der Kaution für die Frauen sei gewesen, dass sie sich geweigert hätten, zu versprechen, sich bis zur Verhandlung gut zu benehmen, dass keine unnötige Gewalt angewendet worden sei und dass die Frauen selbst keine Beschwerde eingereicht hätten. Die Erklärung wurde aber allgemein nicht geglaubt.
Ihre Unterschrift („Leslie Hall“) wurde auf das Banner der WSPU-Holloway-Gefangenen gestickt, als eine der 80 Frauen, die 1910 in der Haft in den Hungerstreik getreten waren. Es wurde von Ann Macbeth, einer Mitstreiterin im Hungerstreik und Künstlerin an der Glasgow School of Art, entworfen. Das Banner wurde erstmals auf der WSPU Scottish Exhibition and Bazaar in den St Andrew’s Halls in Glasgow ausgestellt. Es befindet sich heute im Archiv des Museum of London.
Zu Withalls Büchern als Dichterin und Autorin über spirituelle Themen gehören: A Traveller Through Time: Glimpses Of A Soul’s Past (1928); The Window And Other Poems (1927); Of Meditation And Prayer (1934); Of Prayer. A Simple Talk (1932), und When Half-Gods Go. A Spiritualistic Composition (1922).
1939 lebte Withall in 8 Linden Avenue in Broadstairs in Kent, wo sie 1963 im Alter von 82 Jahren starb. Sie war nie verheiratet. Die ihr verliehene sogenannte „Hungerstreikmedaille“ For Valour der WSPU gab sie 1961 der Sammlung der National Library of Australia.